# Sân vận động Jan Breydel
Sân vận động Jan Breydel (tiếng Hà Lan: Jan Breydelstadion, phát âm [jɑm ˈbrɛidəlˌstaːdijɔn]) là một sân vận động đa năng ở Sint-Andries, Brugge, Bỉ. Sân vận động thuộc sở hữu của thành phố Brugge. Đây là sân nhà của hai câu lạc bộ bóng đá Club Brugge và Cercle Brugge, đều đang thi đấu tại Giải bóng đá vô địch quốc gia Bỉ. Sân được sử dụng chủ yếu cho các trận đấu bóng đá. Sân vận động được xây dựng vào năm 1975. Sân hiện có sức chứa 29.042 chỗ ngồi. Trước năm 1999 và trong thời gian diễn ra Euro 2000, sân vận động này được gọi là Sân vận động Olympic (tiếng Hà Lan: Olympiastadion, [oːˈlɪmpijaːˌstaːdijɔn]) và có sức chứa 18.000 chỗ ngồi. Vào tháng 12 năm 2015, mặt cỏ của sân đã được lắp đặt loại cỏ hỗn hợp Mixto của Ý.

## Lượng khán giả trung bình
Dưới đây là lượng khán giả trung bình mỗi mùa giải trong các trận đấu quốc nội của Cercle Brugge và Club Brugge tại Sân vận động Jan Breydel.
| Mùa giải  | Cercle Brugge | Club Brugge |
| --------- | ------------- | ----------- |
| 1990–91   | 3.941         | 12.500      |
| 1991–92   | 3.659         | 11.970      |
| 1992–93   | 3.659         | 11.529      |
| 1993–94   | 3.647         | 10.176      |
| 1994–95   | 3.312         | 10.618      |
| 1995–96   | 4.129         | 14.176      |
| 1996–97   | 4.021         | 13.824      |
| 1997–98   | ?             | 13.676      |
| 1998–99   | ?             | 12.324      |
| 1999–2000 | ?             | 14.249      |
| 2000–01   | ?             | 16.265      |
| 2001–02   | 1.491         | 17.854      |
| 2002–03   | 2.506         | 20.976      |
| 2003–04   | 5.103         | 23.716      |
| 2004–05   | 5.156         | 24.432      |
| 2005–06   | 5.945         | 25.329      |
| 2006–07   | 6.552         | 25.034      |
| 2007–08   | 10.101        | 26.368      |
| 2008–09   | 10.502        | 26.085      |
| 2009–10   | 8.833         | 24.368      |
| 2010–11   | 7.775         | 24.113      |
| 2011–12   | 8.509         | 24.368      |
| 2012–13   | 8.459         | 24.433      |
| 2013–14   | 7.536         | 25.378      |
| 2014–15   | 7.462         | 26.000      |
| 2015–16   | 4.725         | 26.129      |
| 2016–17   | 3.285         | 26.828      |
| 2017–18   | 5.667         | 26.183      |
| 2018–19   | 5.658         | 24.399      |
| 2019–20   | 4.706         | 25.262      |

## Các trận đấu Euro 2000
| Ngày                | Đội #1       | Kết quả | Đội #2      | Vòng   |
| ------------------- | ------------ | ------- | ----------- | ------ |
| 11 tháng 6 năm 2000 | Pháp         | 3–0     | Đan Mạch    | Bảng D |
| 16 tháng 6 năm 2000 | Cộng hòa Séc | 1–2     | Pháp        | Bảng D |
| 21 tháng 6 năm 2000 | Nam Tư       | 3–4     | Tây Ban Nha | Bảng C |
| 25 tháng 6 năm 2000 | Tây Ban Nha  | 1–2     | Pháp        | Tứ kết |